# Friedrich Engesser
Friedrich Engesser (né le 12 février 1848 à Weinheim et mort le 29 août 1931 à Achern) était un ingénieur des travaux publics allemand. D'abord affecté aux travaux ferroviaires, il enseigna par la suite la résistance des matériaux en Allemagne. Ses manuels ont longtemps fait référence dans le monde germanophone.

## Biographie
Engesser a étudié de 1865 à 1869 à l'Institut de technologie de Karlsruhe (à l'époque Polytechnikum). Il débute comme ingénieur pour la ligne de la Forêt-Noire et devient inspecteur général des Chemins de fer de l'État de Bade, en résidence à Karlsruhe. En 1885 il est nommé professeur à l'Institut de technologie de Karlsruhe. Il enseigne surtout le calcul des structures et la résistance des matériaux appliquée aux travaux fluviaux et au chemin de fer, p. ex. aux constructions en bois, en acier, en maçonnerie ; ses recherches concernent les propriétés mécaniques des matériaux. Il développe une méthode de mesure de la capacité portante des sols pour les fondations.
D’après Karl-Eugen Kurrer, il a formé vers 1900, aux côtés de Müller-Breslau et de Mohr, le premier trio des spécialistes allemands de la charpente métallique.
Il a été élevé au rang de Docteur honoris causa de l'Université technique Carolo-Wilhelmina de Brunswick. Une rue menant au campus de l'Université de Karlruhe porte son nom. Friedrich Engesser était membre honoraire de la Burschenschaft Tulla. Lors du centenaire d’Engesser, Otto Steinhardt a, dans les actes du congrès, rendu hommage à son œuvre scientifique et technique.

## Œuvre (sélection)
- Die Berechnung von Rahmenträgern., Ernst und Sohn, Berlin 1913, 2e édition, 1919.
- Die Zusatzkräfte und Nebenspannungen eiserner Fachwerkbrücken., 2 volumes, Springer, Berlin 1892, 1893.
- Theorie und Berechnung von Bogenfachwerkträgern ohne Scheitelgelenk., Springer, Berlin 1880.